# Roccabruna
Roccabruna (okzitanisch la Ròcha, piemontesisch la Ròcia 'd Droné) ist eine Gemeinde in der italienischen Provinz Cuneo (CN), Region Piemont.

## Lage und Einwohner
Roccabruna liegt 25 km nordwestlich von der Provinzhauptstadt Cuneo auf einer Höhe von 640 m, unweit der Maira. Die Gemeinde Roccabruna hat 93 Dörfer und Weiler, die meisten davon sind jedoch heute unbewohnt und liegen an dem Hang vom Monte Roccerè. Das Gemeindegebiet umfasst eine Fläche von 24,3 km² und hat 1531 Einwohner (Stand 31. Dezember 2023).
Die Nachbargemeinden sind Cartignano, Dronero, Melle, San Damiano Macra und Villar San Costanzo.

## Geschichte

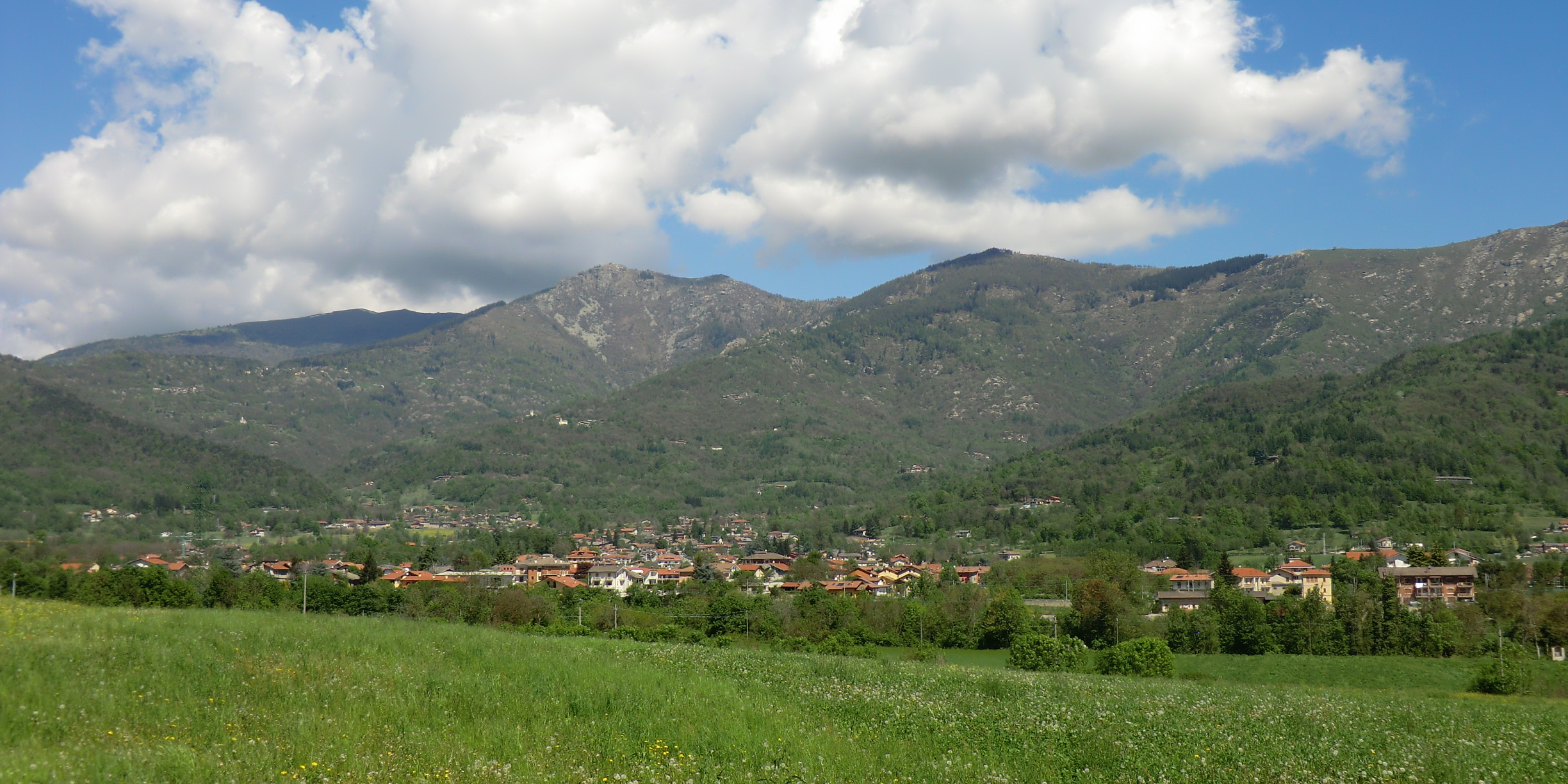
Roccabruna Panorama

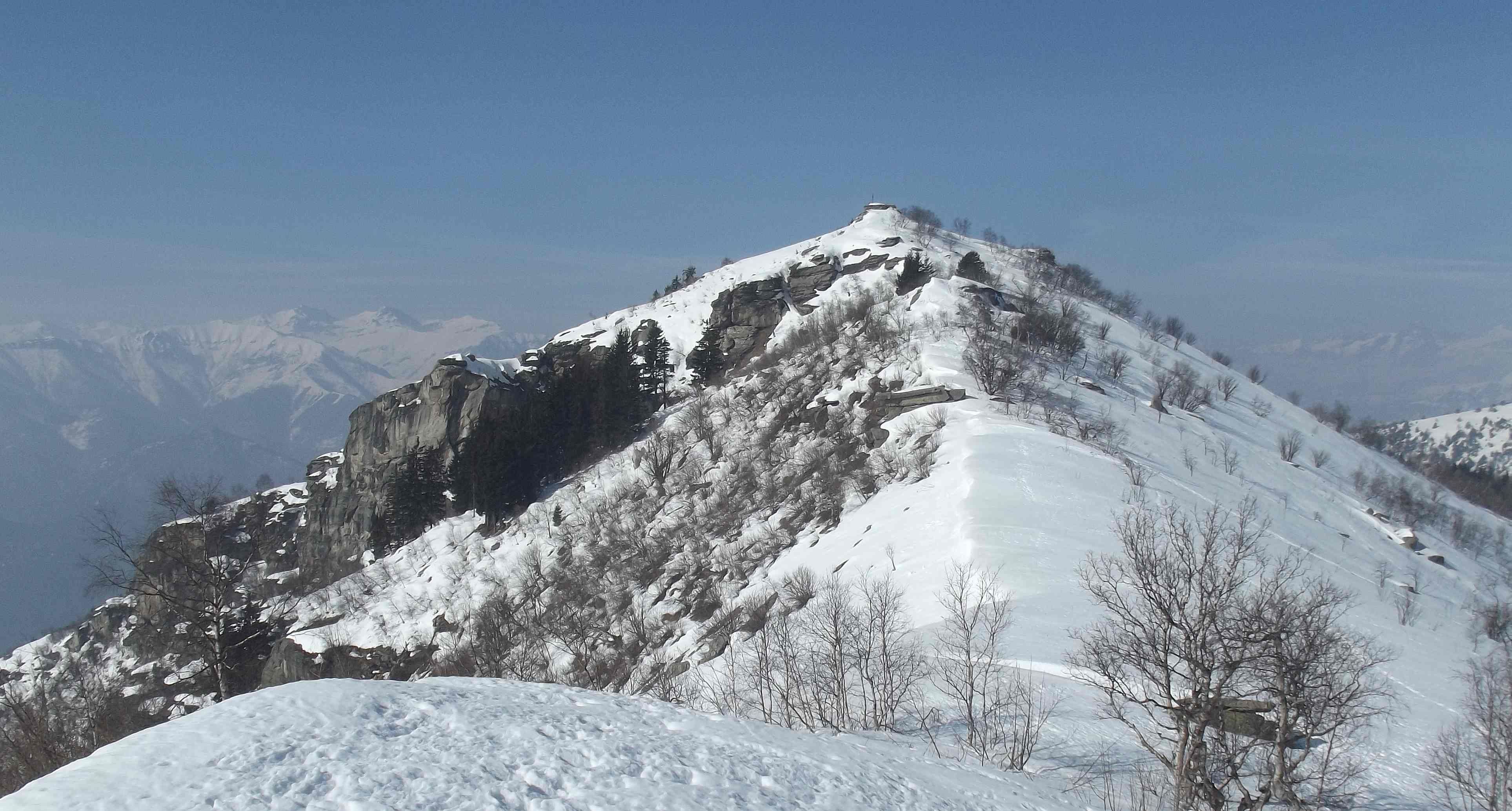
Monte Roccerè (1829 m) im Winter

Der Ortsname setzt sich zusammen aus „rocca“, also „Fels, steile, steile Klippe“, das an die Beschaffenheit des Gebiets erinnert, und dem Adjektiv „bruna“, was „dunkle Farbe“ bedeutet. Wahrscheinlich römischen Ursprungs, wurde es erstmals in der Gründungsurkunde des Caramagna-Klosters (1208) erwähnt. Unter der Herrschaft der Markgrafen von Saluzzo bewahrte es stets ein gewisses Maß an Autonomie und Unabhängigkeit. Unter der Herrschaft der Familie Savoyen war es bis 1694, dem Datum seiner endgültigen Trennung, Teil der Gemeinde Dronero.
In den verschiedenen Dörfern verstreut findet man viele vereinzelte Kapellen und Kirchen, ein Zeichen für die große religiöse Hingabe der Bevölkerung. Die Pfarrkirche Mariä Himmelfahrt stammt aus dem 18. Jahrhundert und wurde im Barockstil erbaut. Auf dem Sant’Anna-Hügel befindet sich die gleichnamige Kapelle, die 1943 den ersten Partisanengruppen Zuflucht bot.
Die Ausgrabungsstätte am Monte Roccerè und das zugehörigen Besucherzentrums ist eine beeindruckende Reise durch die Zeit. Der Ort ist eine der wichtigsten Fundstätten bronzezeitlicher Felsbildkunst in Europa. Die in den Fels gehauenen „Schälchen“ zeugen von der ersten Besiedelung des Maira-Tals.

## Persönlichkeit
- Jacques Inaudi (* 1867, † 1950), italienischer Rechenkünstler.